# Medalha Arctowski
A Medalha Arctowski (em inglês:  Arctowski Medal) é concedida pela Academia Nacional de Ciências dos Estados Unidos "por estudos em física solar e as relações solar-terrestres". Nomeado em memória de Henryk Arctowski, foi concedida a primeira vez em 1969.

## Laureados
- 1969: Eugene Parker e John Paul Wild
- 1972: Francis Johnson
- 1975: Jacques Beckers
- 1978: John Randolph Winckler
- 1981: Thomas M. Donahue
- 1984: William Edward Gordon
- 1987: John Allen Eddy
- 1990: Peter Sturrock
- 1993: John Alexander Simpson
- 1996: Raymond Roble
- 1999: Arthur Hundhausen
- 2002: Roger Ulrich
- 2005: Edward Smith
- 2008: Leonard Burlaga
- 2010: Marcia Neugebauer
- 2011: John Harvey